# Cảnh sát quân sự

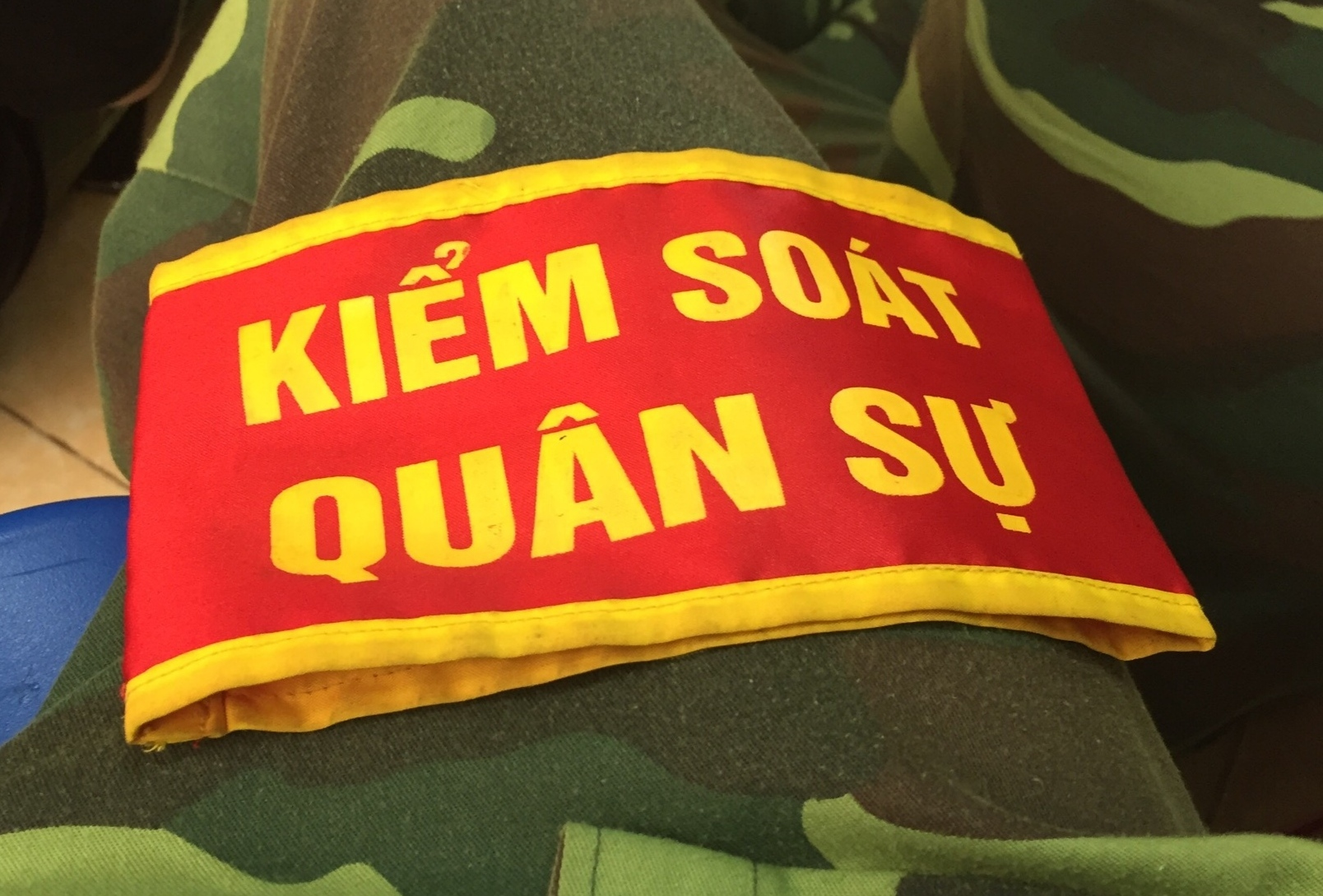
Băng đeo tay của Kiểm soát Quân sự Quân đội nhân dân Việt Nam

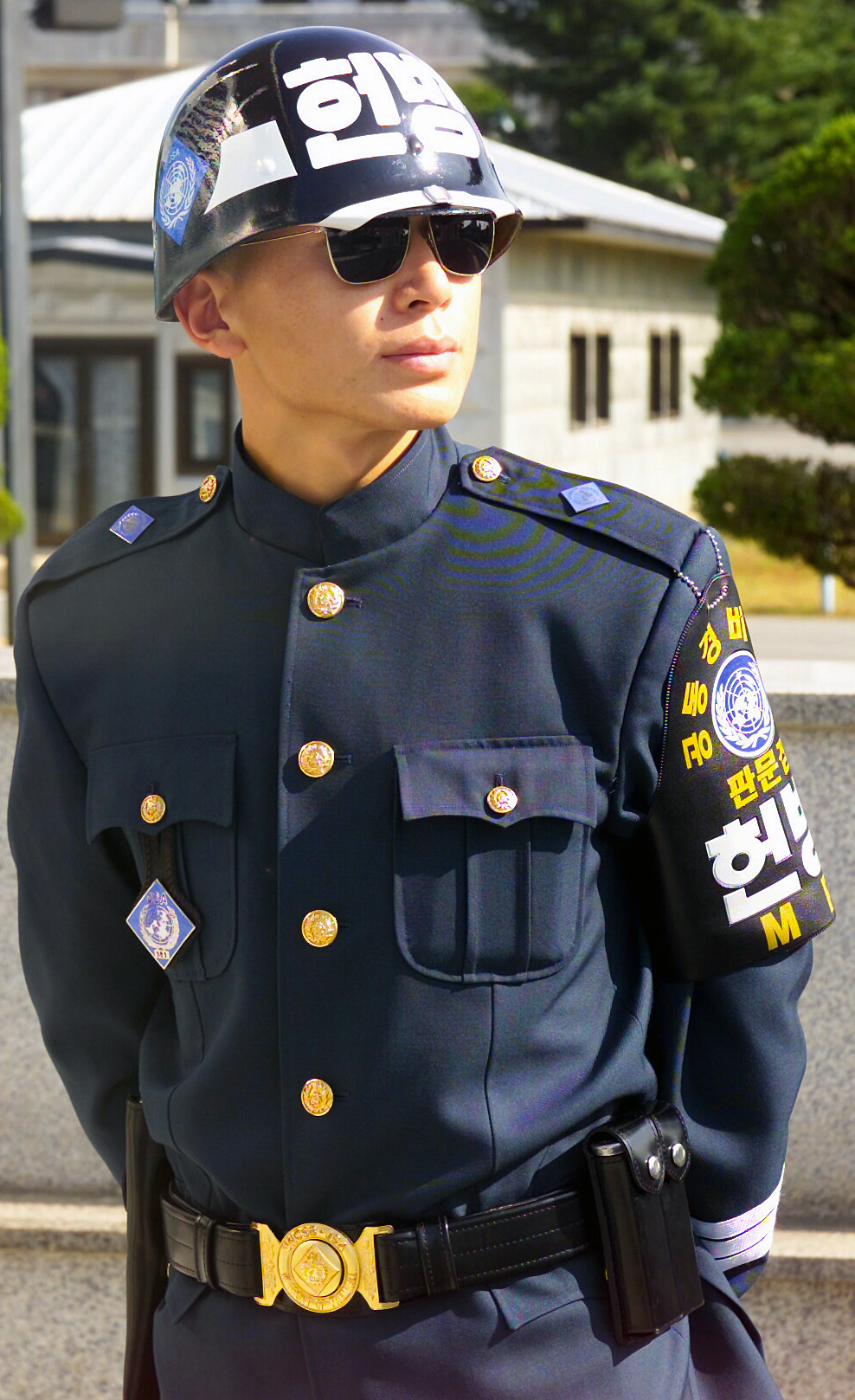
Quân cảnh Hàn Quốc

Cảnh sát quân sự, hay quân cảnh, là tên gọi chung của một lực lượng bán vũ trang được Nhà nước lập ra. Trong thời bình, cảnh sát quân sự làm nhiệm vụ giữ gìn trật tự trong quân đội, hỗ trợ tư pháp, chống bạo động và khủng bố. Trong thời chiến, cảnh sát quân sự làm thêm các nhiệm vụ giữ gìn trật tự giao thông nhằm đảm bảo cho các đơn vị quân sự di chuyển thuận lợi.
Cảnh sát quân sự có thể gồm các loại sau:
- Lực lượng trong quân đội có nhiệm vụ giữ gìn trật tự trong quân đội: kiểm soát quân sự;
- Lực lượng bán quân sự vừa giữ gìn trật tự trong quân đội vừa tham gia hỗ trợ tư pháp: hiến binh;
- Lực lượng cảnh sát hỗ trợ tư pháp;
- Lực lượng công an được trang bị mạnh để bảo vệ các công trình, địa điểm quan trọng, bảo vệ biên giới, chống bạo động và khủng bố, v.v...: công an vũ trang, cảnh vệ, cảnh sát cơ động.